# غابة رواقية

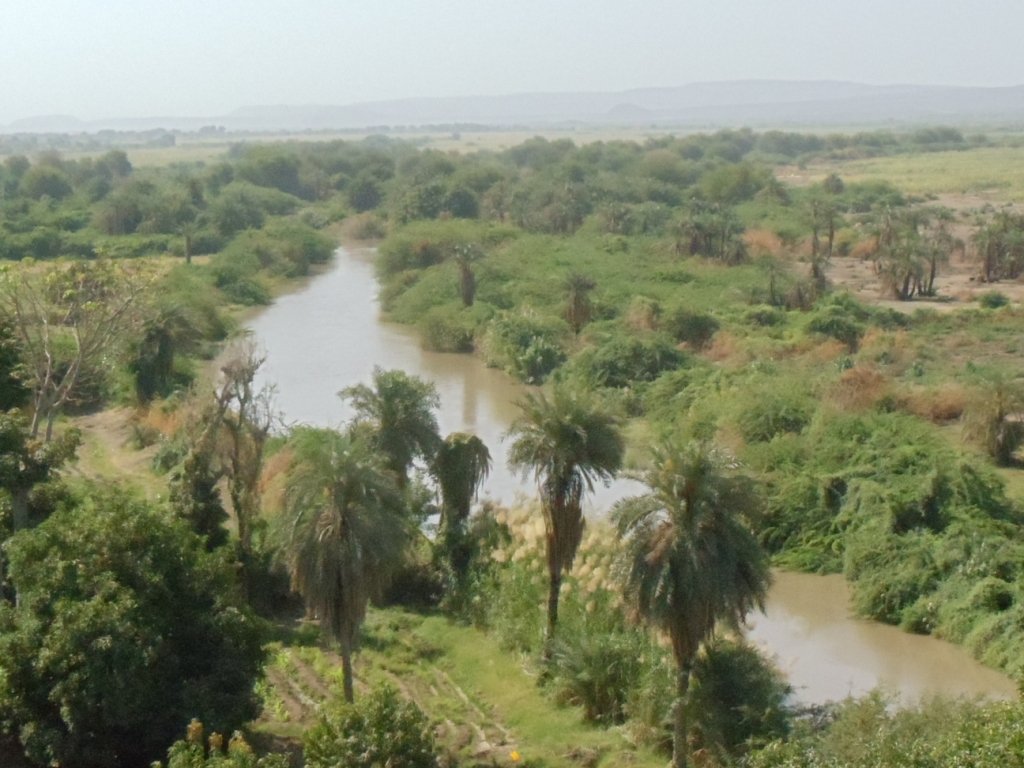
الغابة الرواقية على طول نهر أواش بمنطقة عفار في إثيوبيا

غابة رواقية أو غابة الدهليز هي عبارة عن ممر على طول الأنهار أو الأراضي الرطبة، وتتجلى في المناظر الطبيعية التي لا يتم شجرها إلا بشكل ضئيل مثل السافانا أو الأراضي العشبية أو الصحاري، تحافظ غابة المعرض على مناخ محلي أكثر اعتدالًا فوق النهر، تُعرَّف غابات المعرض بأنها نباتات حرجية طويلة وضيقة مرتبطة بالأنهار، وهي غير متجانسة من الناحية الهيكلية والزهرية.